# Papa Zacarias
Papa Zacarias era natural da Calábria (Itália). Zacarias nasceu de uma família grega e o seu pai, segundo o Liber Pontificalis, chamava-se Polichronius. Muito provavelmente Zacarias foi diácono da Igreja Romana e, como tal, assinou os decretos do Concílio Romano de 732.
Foi eleito em 10 de Dezembro de 741, num período caracterizado pela hostilidade do Império Bizantino e dos lombardos contra o ducado romano, pôs em risco a sua vida ao lutar contra os lombardos, cujo rei devolveu à Igreja as terras que havia tomado.
Favoreceu a evangelização da Germânia por São Bonifácio e colaborou na primeira reforma da Igreja franca, com o apoio de Pepino o Breve, cuja coroação como rei dos francos aprovou — Esta foi a primeira investidura de um soberano por parte de um pontífice.
Soube que mercadores de Veneza traficavam escravos cristãos para os mouros, pelo que os comprou de volta, dando-lhes a liberdade. Faleceu em 22 de Março de 752.